# Licorne ailée
Vous lisez un « bon article » labellisé en 2014.
Œuvres principales
She-Ra, la princesse du pouvoir (1985)
My Little Pony (2010)
Une licorne ailée, parfois nommée alicorne, est un cheval fantastique doté d'une corne unique et d'une paire d'ailes. Bien que ce type de représentation soit répertorié dans l'art et l'héraldique, et que le poète irlandais William Butler Yeats imagine une licorne avec des ailes dans sa pièce de 1907 The Unicorn from the Stars, ces créatures sont vraisemblablement une invention récente de la fantasy et du New Age, popularisée dans les années 1980. Combinaison de la licorne et de Pégase, symboles de pureté, de poésie, de rêverie et de magie, les licornes ailées sont représentées dans des dessins et citées dans des visions de type channeling.
Les licornes ailées sont présentes dans des films et séries d'animation, en particulier pour les petites et jeunes filles, tels que She-Ra, la princesse du pouvoir, Unico, Kléo ou encore My Little Pony. On les retrouve aussi dans les littératures de l'imaginaire et sous forme de jouets. Dans ces univers, elles s'apparentent le plus souvent à de « super-chevaux », symboles de pouvoir.

## Dénomination

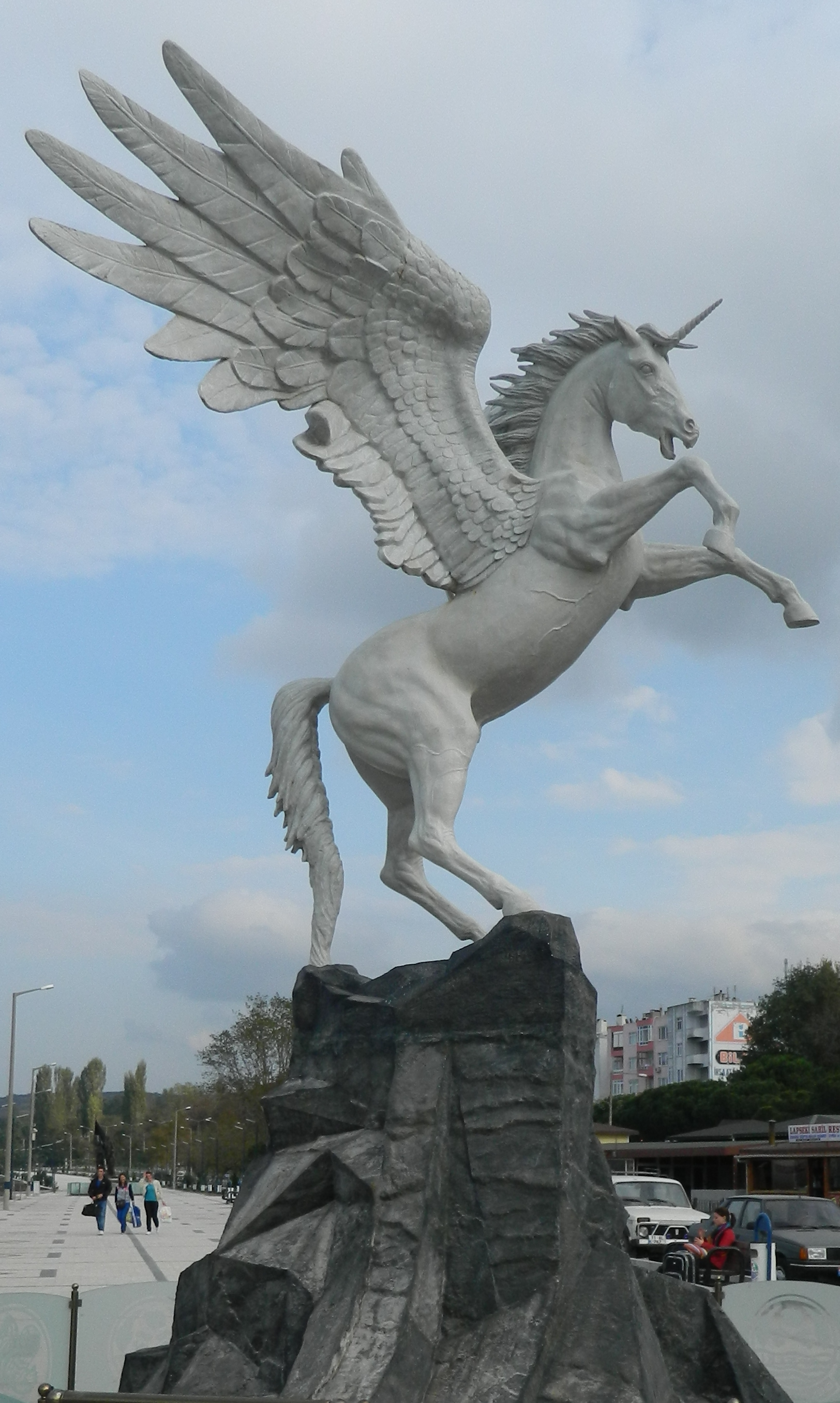
Sculpture représentant un cheval avec une corne et des ailes, en Lapseki, Turquie.

Sans nom spécifique, les licornes ailées sont parfois nommées avec des mots-valises formés des mots « licorne » et « Pégase ». Dans certaines productions culturelles, elles sont nommées « alicornes » (alicorn, en anglais), provenant du nom historique de la corne de licorne en langue anglaise. On trouve aussi les formes pegacorn, unipeg et unisus en anglais.

## Origine et symbolique
Selon la thèse de Bruno Faidutti, la licorne ailée telle qu'elle est imaginée et symbolisée de nos jours n'est qu'une création moderne de la fantasy et du New Age. Il n'en existe donc aucune représentation volontaire dans l'iconographie traditionnelle. De même, l'ouvrage humoristique Raising Unicorns fait remonter la diffusion du Pegacorn aux années 1980.
Les licornes ailées réunissent la symbolique de deux créatures de légende, la licorne et Pégase, associant pureté et inspiration poétique. Elles sont mentionnées dans les dessins, les rêves et les visions de différentes personnes. D'après une étude sur la schizophrénie publiée en 1992, un patient se serait vu avec « la partie supérieure du corps d'un chevalier et le bas du corps d'une licorne ailée ». L'étude des dessins d'une petite fille autiste de six ans (en 2010) révèle une prédominance de licornes ailées, lui permettant de « se créer des partenaires avec qui elle s’approprie le monde ».
Dans un ouvrage New Age basé sur le channeling (2014), les licornes sont décrites comme vivant dans un royaume angélique sur une fréquence vibratoire différente qui les rend invisibles. Les licornes ailées sont les plus puissantes, des créatures spirituelles « de lumière et d'amour » capables de voler dans toutes les directions. Leur mission serait de ramener le Paradis sur terre.

## Représentations artistiques

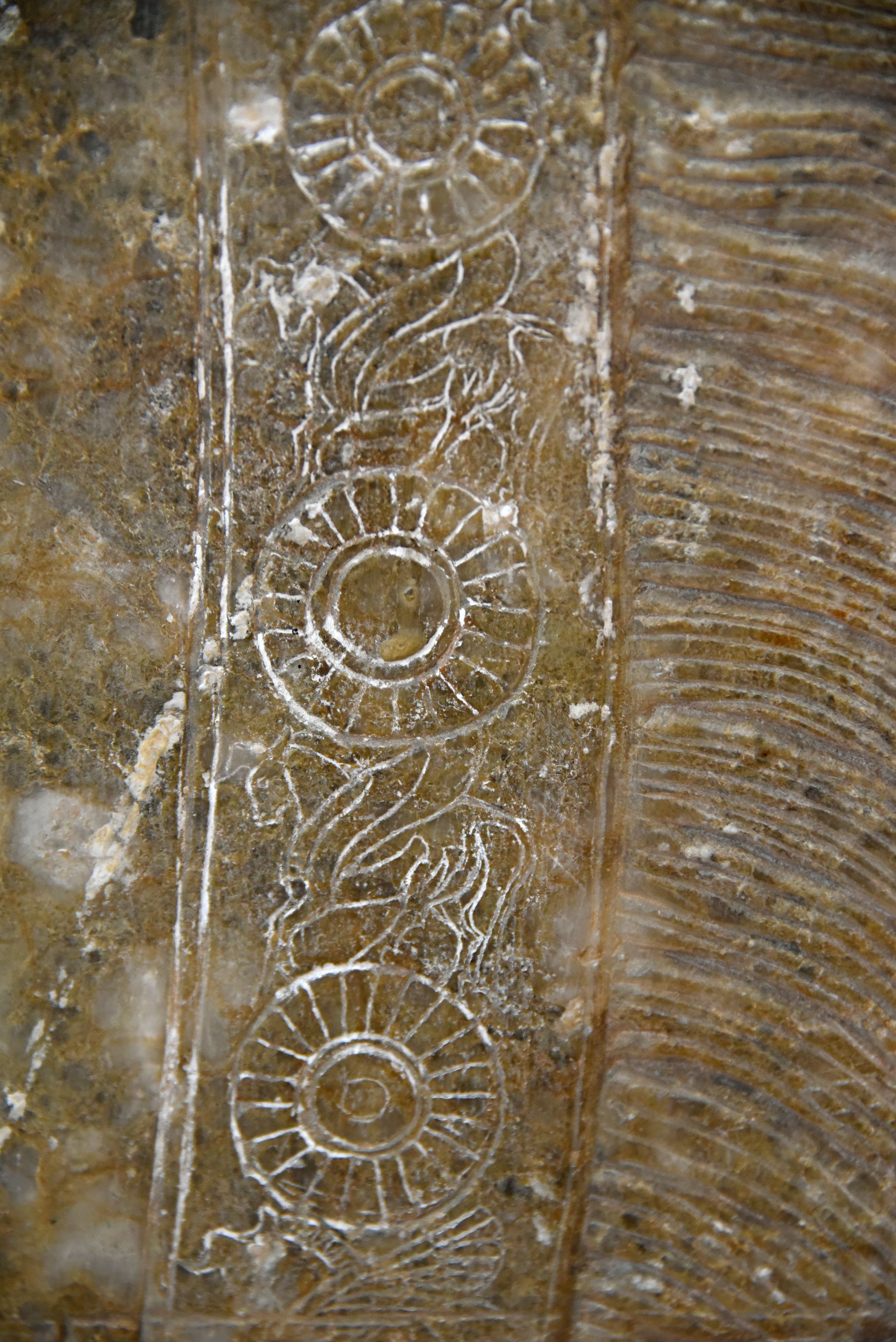
Détail de créatures quadupèdes dotées d'ailes et de corne, Nimroud, Irak, 883-859 av. J.-C.

Quelques chercheurs (et des ésotéristes) emploient le terme de « licorne ailée » pour décrire certaines représentations artistiques anciennes, notamment dans l'Art d'Iran, de Chine, et du Proche-Orient musulman.
Les sceaux des achéménides assyriens comportent des représentations apparentées à des licornes (à corps de gazelle) et à des taureaux ailés, comme incarnations du mal,. Le château Saint-Ange compte une fresque figurant une possible licorne ailée, peut-être dans une volonté de représenter Pégase. Dans la seconde moitié du XVe siècle, une médaille de Sperandio en figure également une. Victor Segalen découvre des représentations de ki-lins, qu'il décrit comme des licornes ailées, dans le statuaire chinois antique :

« Le lendemain le soleil parut [...], jouant sur les facettes cristallines des plus belles ailes ouvragées dans la pierre 
que toute la dynastie des T’ang ait taillées ; ce cheval ailé, cette licorne, la voici dans ses plus beaux aspects, émergeant désormais jusqu’aux genoux. La tête, le chanfrein cannelé, l’œil rond bien modelé, la crinière simplement tressée n’ont rien perdu à se raccorder, même par une encolure formidable, à la croupe, — peu ensellée — aux épaules bien musclées de faisceaux verticaux. »

— Victor Segalen, Chine. La grande statuaire
Mais il précise aussi les difficultés posées par la traduction de « ki-lin » en chinois par « licorne » en français. L'ésotériste Francesca-Yvonne Caroutch décrit elle aussi ces statues comme étant celles de « licornes ailées ». Elle cite également une tapisserie intitulée La Prudence ou Sagesse, qui présente une licorne occidentale dotée d'ailes dans la suite des sept vertus.
Dans les représentations modernes, le nom de « licorne ailée » peut-être clairement employé pour désigner la créature, par exemple dans les illustrations de Helen M. Stevens.

## Littérature
Le poète irlandais William Butler Yeats imagine une bête ailée qu'il associe au rire et à la destruction extatique. Cette bête prend la forme d'une licorne ailée dans sa pièce de 1907, The Unicorn from the Stars, et plus tard celle de la « rough beast slouching towards Bethlehem » dans son poème The Second Coming. Georges-Olivier Châteaureynaud mentionne un filigrane en forme de licorne ailée dans son roman Au fond du paradis. En France, les éditions de la licorne ailée éditent et diffusent l'œuvre de François Brousse, soit plus de 600 conférences.

## Héraldique
La licorne ailée figure dans l'emblématique de deux unités américaines créées durant la Seconde Guerre mondiale. L'insigne d'épaule de la 13e division aéroportée, approuvé le 2 juin 1943, représente une licorne ailée orange doré sur fond bleu outremer. Les ailes de l'animal sont une référence explicite au transport par voie aérienne des membres de la division. L'emblème du 817e escadron expéditionnaire de transport aérien (en), pour sa part, est une licorne blanche ailée symbolisant la puissance et la vitesse, représentant « l'unité en train de remplir sa mission ».
Au Royaume-Uni, l'emblème des British Airborne Units a l'apparence d'un cheval ailé avec une corne, monté. Il ne s'agit cependant pas d'une représentation volontaire de licorne ailée, mais de celle de Bellérophon sur Pégase.

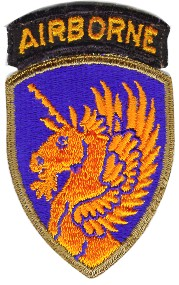
Insigne de la 13e division aéroportée de l'armée américaine.
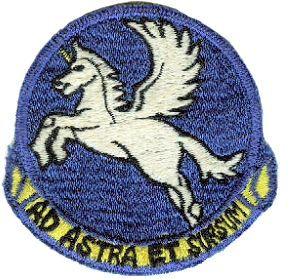
Emblème du 817th Expeditionary Airlift Squadron de l'armée de l'air américaine.
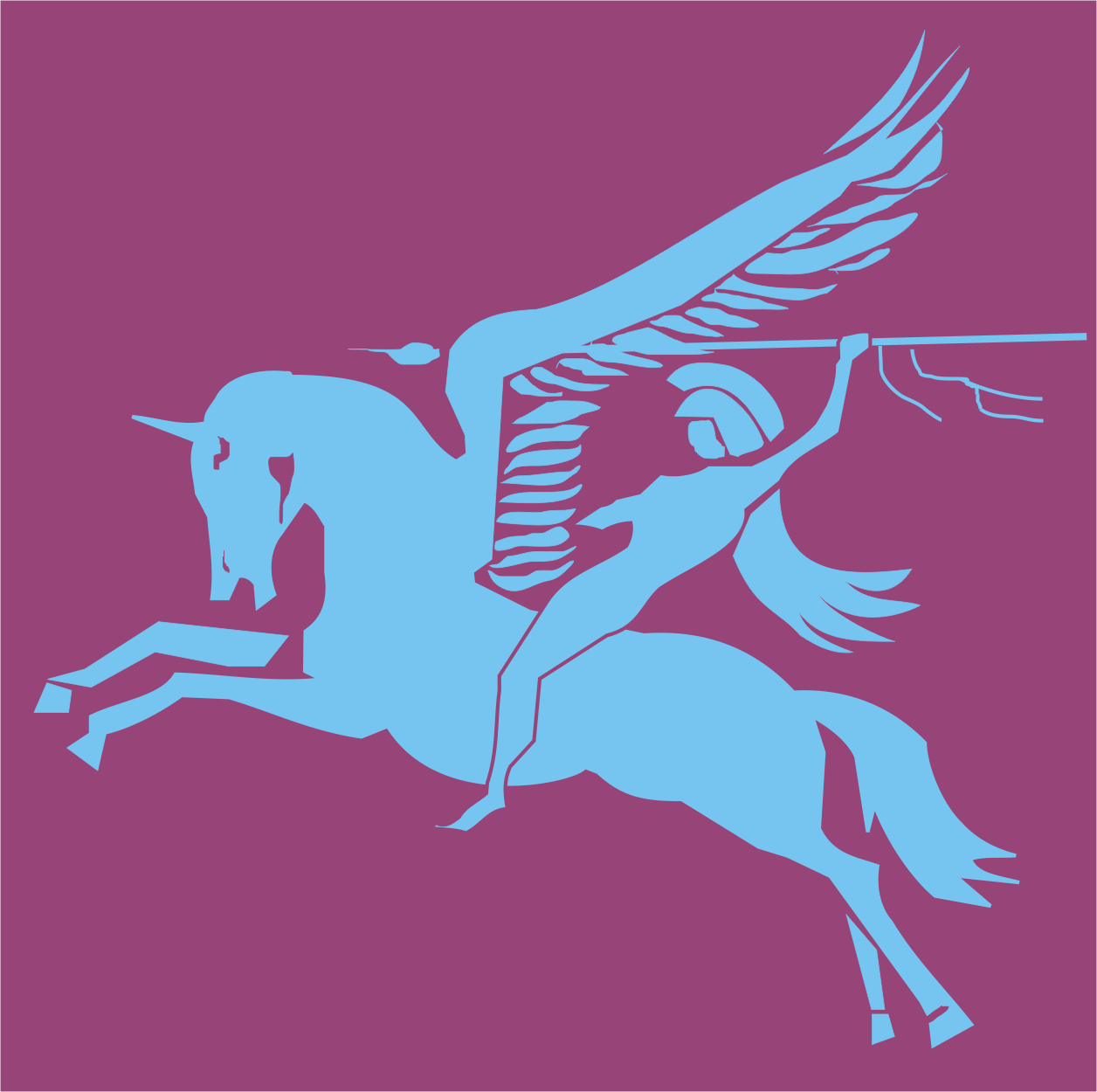
Emblème des British Airborne Units.

## Culture populaire

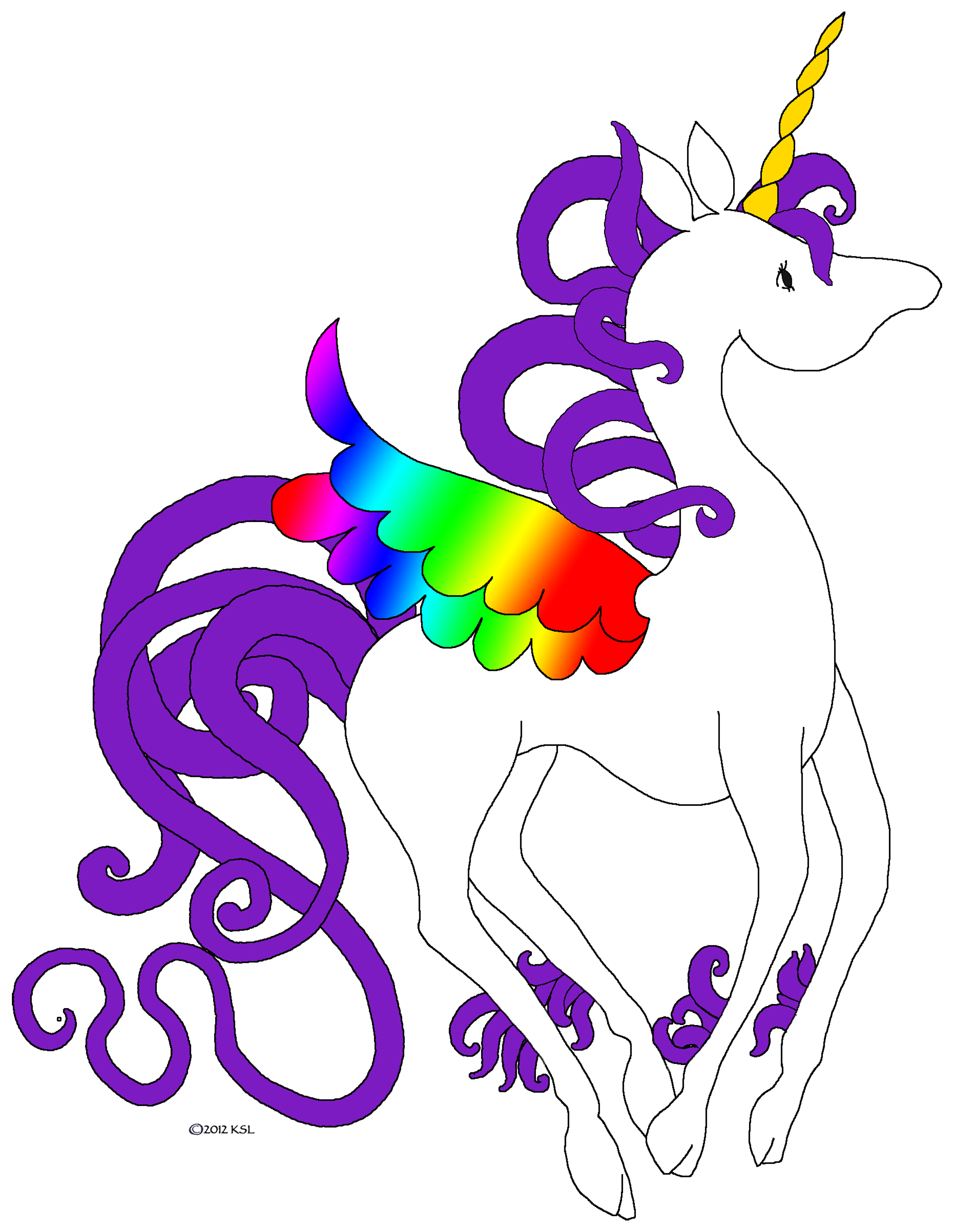
Une licorne ailée du type de celles qui sont souvent imaginées dans la culture populaire.

Dans les productions culturelles populaires récentes, les ailes et les cornes sont, en quelque sorte, des « marques de pouvoir » qui désignent un « super cheval » doué de capacités magiques et de la faculté à voler. Les licornes ailées sont notamment présentes dans Unico, She-Ra, la princesse du pouvoir, Princesse Starla et les Joyaux magiques, et My Little Pony.

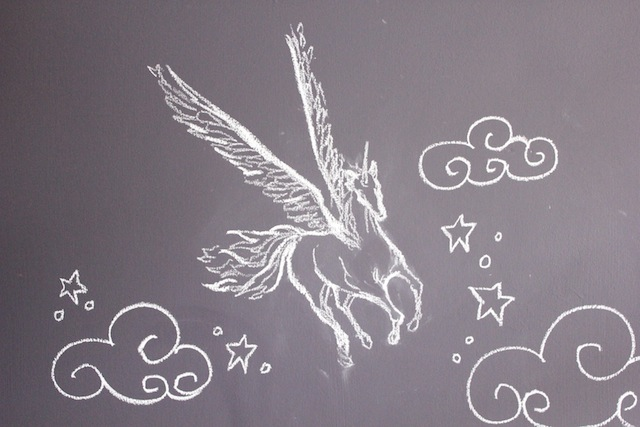
Une licorne ailée dessinée à la craie sur un tableau noir.

Wonder Woman a pour monture la licorne ailée Nightshine dans les comics et les jouets Wonder Woman and the Star Riders, nettement inspirés par ceux de She-Ra. Dans les comics d’Amethyst, Princess of Gemworld édités par DC Comics, la licorne ailée Max, monture de la princesse Amethyst, apparaît en couverture du numéro 6 d'octobre 1983,. Dans l'adaptation animée de 2013, cette licorne ailée se nomme Quartz.
D'autres productions montrent un épisode ou une saison en particulier mettant en scène une telle créature. Polluticorn, un monstre de Power Rangers : Mighty Morphin, a pour but de détruire la planète par la pollution. Il attaque avec des bourrasques créées par ses ailes et des rayons provenant de sa corne. Les Power Rangers parviennent à le vaincre en tranchant sa corne. Pégase (aka Helios), le petit ami de Chibiusa Tsukino dans le quatrième arc de Sailor Moon, peut prendre l'apparence d'un cheval ailé doté d'une corne et d'une crinière bleue. Il apparaît en mars 1995, dans la saison SuperS, ainsi que dans le manga.
En 1996, la série Kléo met en scène une licorne ailée. Dans la série d'animation Dragon Tales, Eunice la licorne ailée apparaît dans un épisode où elle cherche à retrouver ses lunettes. Unimon est un digimon à l'apparence de licorne ailée, portant un masque rouge, qui apparaît dans la série homonyme en 1999 et dans les versions papier qui en sont tirées. Il attaque les digi-sauveurs car il est possédé par une roue noire. Winx Club 3D : L'Aventure magique !, sorti en 2010 en Italie, présente une licorne ailée sur son affiche.

### Fougor / Swift Wind
Éclair (Spirit en v.o.), le cheval de She-Ra, la princesse du pouvoir, se transforme en Fougor (Swift Wind en v.o.), une licorne ailée capable de parler, sous l'action de l'épée de sa cavalière Adora. Tous deux sont alors capables de communiquer par télépathie,.
Fougor apparaît dès le premier épisode de la série, diffusé le 9 septembre 1985 aux États-Unis. Plus tard, la série révèle que son épouse Star Wind et tous les habitants de l'île des licornes (en v.o. « Unicorn Island »), y compris leur poulain, sont également des licornes ailées. Swift Wind / Fougor est présent à partir d'avril 1986 dans le comic américain tiré de la série, Princess of Power magazine. Il existe aussi des produits dérivés. Dans la série, Fougor est blanc avec des crins et des sabots orange, tandis que la première figurine est rose avec des accessoires dorés, et des crins roses à coiffer. Il existe d'autres éditions de figurines représentant Fougor.
La transformation d'Éclair en Fougor revêt une symbolique phallique auprès des jeunes filles à qui cette série d'animation est proposée, car (en plus des ailes) une corne pousse sur la tête du cheval quand She-Ra lance son incantation avec son épée. Comme bon nombre d'autres éléments de cette série, la licorne ailée trouve ses sources dans le folklore populaire et la mythologie.

### My Little Pony

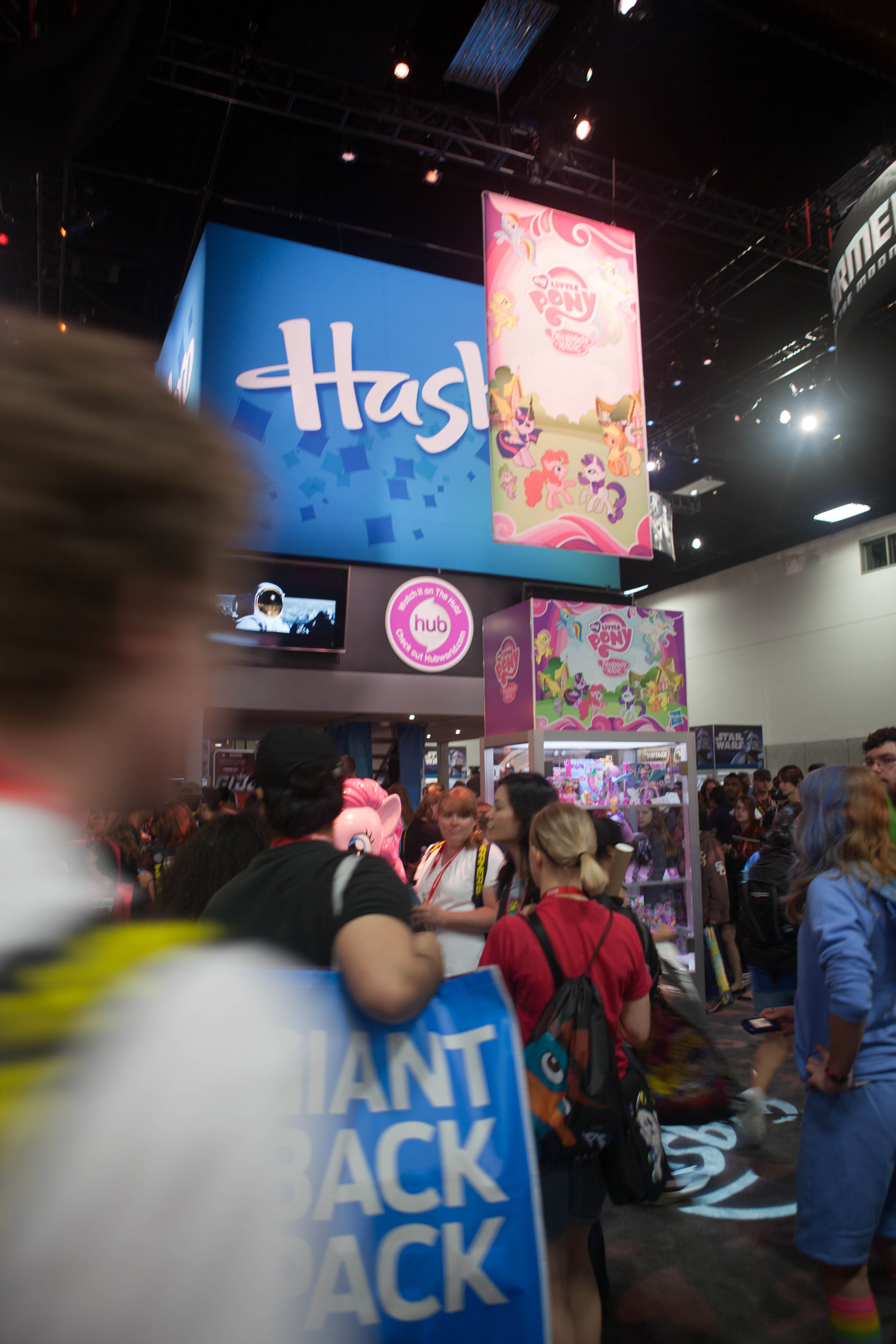
My Little Pony d'Hasbro au San Diego Comic-Con en 2011.

Les licornes ailées sont particulièrement associées à l'univers de My Little Pony d'Hasbro et à ses produits dérivés après 2010, notamment la série télévisée. Toutes les princesses d'Equestria sont en effet des licornes ailées ; certains épisodes leur sont consacrés. En tant que poneys de statut royal, les licornes ailées veillent à la bonne marche du monde, notamment à l'alternance du jour et de la nuit. La princesse Celestia joue ainsi un rôle qui rejoint celui d'autres chevaux blancs dans les mythes et légendes.
Les licornes ailées ne portent pas de nom spécifique dans la première saison, ainsi les sœurs Celestia et Luna sont simplement appelées des « licornes », en dépit du fait qu'elles possèdent des ailes. Par la suite, elles sont nommées « Alicorn » dans la version originale, traduit par « licorne ailée » ou « alicornes » en français.
En général, les princesses ne sont pas censées être des alicornes à la naissance (exception faite de la fille de Shining Armor et Cadence). Cependant, une jument peut devenir une alicorne sous certaines circonstances, généralement en ayant accomplit une prouesse. Ainsi, Twilight en devient une après avoir complété un sortilège puissant , tandis que Cozy Glow le devient après avoir été exposé à un artefact magique ancien.

### Sunstar
En septembre 1995, Sunstar, la licorne ailée monture de la princesse Starla dans la série homonyme, arrive à son tour à la télévision (en syndication). D'abord rejetée par les autres licornes parce qu'elle est la seule à avoir des ailes, Sunstar se rapproche de la princesse Starla. Elle l'aide à développer son potentiel et à découvrir sa beauté intérieure, à prendre les bonnes décisions et à garder espoir.

### Unico
Dans le manga d'Osamu Tezuka Unico, originellement paru entre mars 1976 et novembre 1979, la petite licorne homonyme se transforme en grande licorne et peut devenir ailée, si une personne l'aime et qu'elle l'aime en retour. Unico adopte cette forme pour venir en aide à ses amis. Dans « Resplendissante Roselia », il change de taille pour sauver la princesse Roselia et son père de la colère de la foule. Dans « pluie noire et plume blanche », il fait de même pour emmener la petite Chiko, malade de la pollution, au-dessus des nuages. Il utilise aussi ces pouvoirs dans les films tirés du manga, notamment The Fantastic Adventures of Unico (1981).

### Whisper
En 1983 sort aux États-Unis un livre d'autocollants pour les enfants, mettant en scène une licorne ailée à la crinière multicolore. Neuf autres livres paraissent jusqu'en 1988 chez Antioch Publishing Company.
| Titre                                                        | Auteur            | Illustrateur            | Parution chez Antioch Publishing Company | Pages totales | ISBN                  |
| ------------------------------------------------------------ | ----------------- | ----------------------- | ---------------------------------------- | ------------- | --------------------- |
| Whisper, the Winged Unicorn                                  | Karen Stiles      | Katherine Wilson-Heaney | 1983                                     | 24            | (ISBN 978-0899542201) |
| Whisper the Winged Unicorn in Whisper's Mysterious Adventure | Jeff Simons       | Katherine Wilson-Heaney | 1984                                     | 24            | (ISBN 978-0899542805) |
| Whisper, the Winged Unicorn : Rescue from Rainbow Forest     | Christopher Brown | Katherine Wilson-Heaney | 1985                                     | 24            | (ISBN 978-0899543666) |
| Whisper the Winged Unicorn in Flying Is Fun                  | Christopher Brown | Katherine Wilson-Heaney | 1985                                     | 22            | (ISBN 978-0899543277) |
| Whisper the Winged Unicorn in the Secret of Dark Hollow      | Christopher Brown | Katherine Wilson-Heaney | 1985                                     | 24            | (ISBN 978-0899542898) |
| Whisper the Winged Unicorn in Whisper's Magic Mirror         | Jill Wolf         | Katherine Wilson-Heaney | 1986                                     | 24            | (ISBN 978-0899545844) |
| Whisper the Winged Unicorn in Cry of the Wolf                | Peter Mandel      | Katherine Wilson-Heaney | 1986                                     | 24            | (ISBN 978-0899546735) |
| Whisper the Winged Unicorn: Journey to Julie's Heart         | Christopher Brown | Katherine Wilson-Heaney | 1986                                     | 63            | (ISBN 978-0899545448) |
| Whisper's Golden Friend                                      | Jill Wolf         | Katherine Wilson-Heaney | 1986                                     | 24            | (ISBN 978-0899544267) |
| Whisper the Winged Unicorn in Trap of the hunter             | Jill Wolf         | Katherine Wilson-Heaney | 1988                                     | 24            | (ISBN 978-0899547732) |

### Littératures de l'imaginaire
Le roman de science-fiction A Swiftly Tilting Planet, écrit par Madeleine L'Engle et paru en 1978, introduit Gaudior la licorne venue du ciel. Elle explique au protagoniste Charles Wallace qu'il doit empêcher une guerre nucléaire en voyageant à travers le temps. Imraith-Nimphais est la licorne ailée rouge de la série de fantasy La Tapisserie de Fionavar (1984-1986), par Guy Gavriel Kay. Donnée à Dana pour mener la guerre contre Maugrim, elle est très nettement maléfique, régulièrement invoquée pour les meurtres. Sa corne ruisselle fréquemment de sang.
Piers Anthony utilise le mot « Alicorn » pour désigner les licornes ailées dans plusieurs de ses romans du cycle de Xanth, notamment dans Bearing an Hourglass (1984), où ils sont l'incarnation de l'innocence et de la loyauté. Dans Dream a Little Dream : A tale of myth and moonshine (1998), il introduit Esprit et Heat. Heat est décrit comme un « Unisus », le meilleur ami de Mich, provenant d'une harde d'Unisi venue du ciel, au-dessus des nuages. Piers décrit les alicornes comme des licornes ailées qui vivent dans des coquilles et qui les ferment dès qu'une autre créature approche afin de garder leur intimité, ce qui fait que personne n'en a jamais vu.
Il existe aussi des mentions de « Pegacorn » dans la fantasy américaine. Babette Cole, auteur anglaise de pony books qui vit dans le comté de Dorset, a imaginé une série de livres autour de poneys magiques, dont la princesse est une licorne ailée. De même, dans la série Le club des chevaux magiques de Loïc Léo, la reine des Magyss, chevaux magiques bénéfiques, est une licorne ailée nommée Épona.

## Jeux et jouets

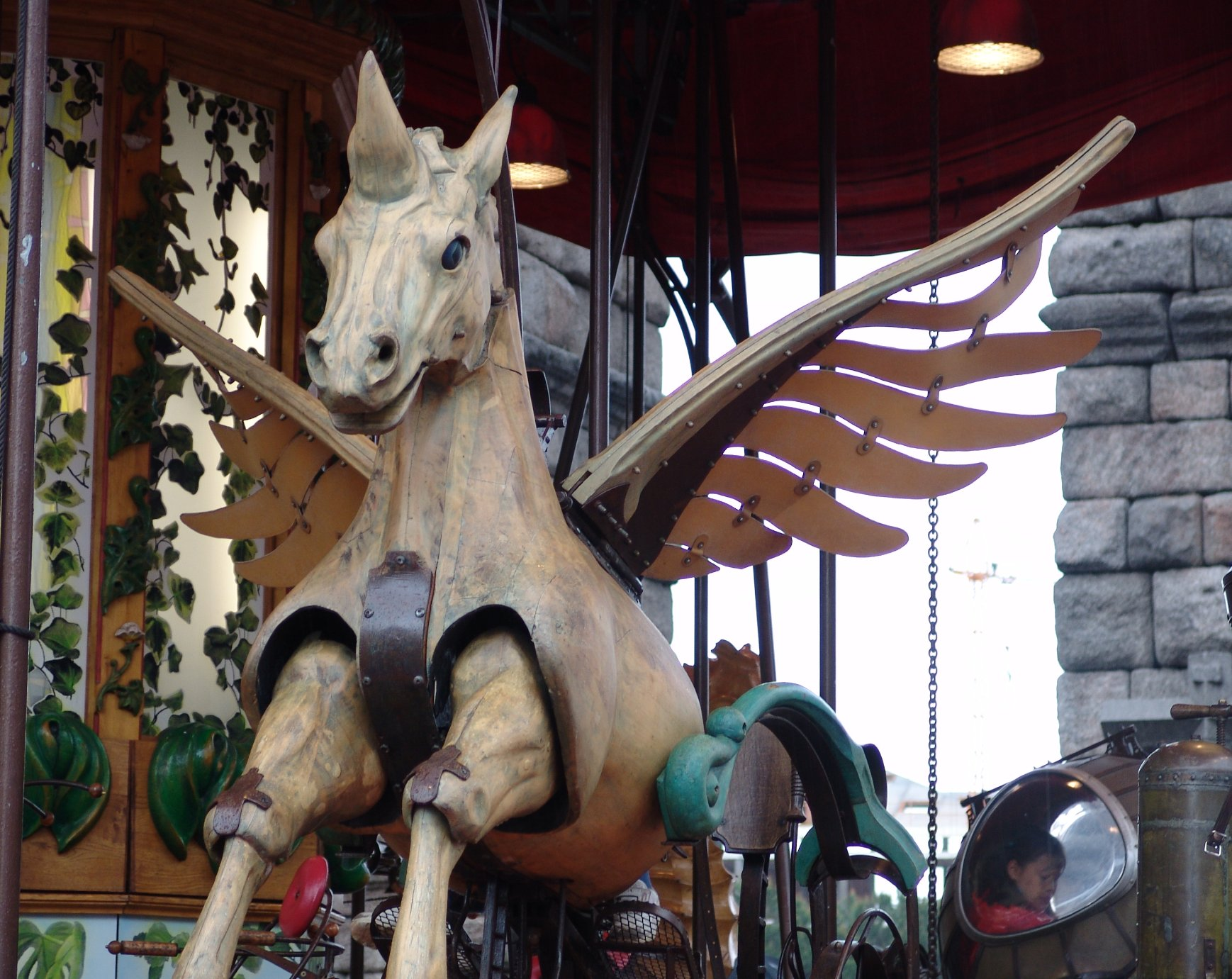
La licorne ou cheval ailé du manège d'Andréa.

La série de jeux vidéo Fire Emblem introduit à partir de mars 1992, dans Fire Emblem Gaiden, les « Falcon Knights » ou « Falcoknights », des unités qui montent des licornes ailées en armure. Dans le supplément de Dragon Magazine consacré aux licornes et paru en février 1993, Advanced Dungeons & Dragons introduit des licornes ailées nommées Unisus. On retrouve un cheval ailé à corne sur une carte du jeu à collectionner Yu-Gi-Oh!, éditée en 1996 : Bête Cristalline : Pégase de Saphyr.
Le carrousel d'Andréa, créé en 1999 à Toulouse par François Delarozière, compte un cheval ailé avec une corne, décrit par ses concepteurs comme un « cheval ailé »,, et dans la presse comme un cheval ailé ou bien une licorne.

## Musique et autres
Sorti en 2000, l'album Dawn of Victory du groupe Rhapsody of Fire contient une chanson intitulée The Last Winged Unicorn (« la dernière licorne ailée »).